# Mount and Blade
Mount and Blade est un jeu vidéo action-RPG développé par TaleWorlds et sorti sur PC le 16 septembre 2008. Le jeu se déroule dans un univers d'inspiration médiévale mais sans élément de fantasy et propose au joueur de gérer une armée et un royaume et de livrer des batailles à d'autres armées, en mettant l'accent sur le combat réaliste. En 2010 est sorti Mount and Blade: Warband, une refonte du jeu. Sa suite officielle, Mount and Blade II: Bannerlord, sort en 2022.

## Système de jeu

### Généralités
Le jeu se déroule en Calradia, un monde où six factions se livrent des guerres incessantes : les Khergits, les Nords, les Rhodoks, les Sarranides, les Swadians et les Vaegirs (qui rappellent respectivement les Mongols, les Vikings, les Suisses, les Sassanides, les chevaliers européens, et les peuples slaves).[réf. nécessaire]
Basé sur un gameplay non-linéaire, le jeu livre le joueur à lui-même qui est donc entièrement libre d'opérer comme bon lui semble : devenir marchand, pilleur, esclavagiste, mercenaire, prêter allégeance à un suzerain ou œuvrer pour un prétendant au trône d'une des six factions. Le joueur peut se déplacer librement sur une carte du monde et visiter les villes, les villages et les châteaux sur sa route. Il peut également recruter des soldats pour monter une armée qui l'escorte et combat à ses côtés les bandits et seigneurs ennemis qui parcourent le monde  pour piller les villages ennemis. Bien que le combat soit le principal aspect du jeu, il reste optionnel : le joueur peut par exemple gagner de l'argent et de l'expérience par le commerce de biens entre les villes, grâce à une mécanique d'économie basée sur l'offre et la demande. Le joueur peut, enfin, accomplir un certain nombre de quêtes pour le compte d'un seigneur ou d'une guilde commerciale, ou encore défendre l'honneur d'une dame.

### Personnage et caractéristiques
Le personnage du joueur possède quatre attributs principaux (Force, Agilité, Intelligence, Charisme) déterminés durant la phase de création du personnage par une suite de questions retraçant son origine et sa vie. Le jeu déduit alors une feuille de personnage (que le joueur peut retoucher) à laquelle est associé un certain nombre de compétences (premiers secours, athlétisme, équitation, commerce…) et six aptitudes de combats (arme à une main, arme à deux mains, armes de hast, arme de jet, arc et arbalète).
Les compétences sont très diverses et liées aux attributs : le Charisme est nécessaire pour augmenter sa compétence de commerce et l'Agilité pour la compétence archer monté. Certaines compétences sont personnelles (la plupart des compétences de combat), certaines sont liées au groupe (les compétences de soin ou le pillage) et d'autres réservées au commandant du groupe (la gestion de l'inventaire et des prisonniers).
À chaque montée de niveau, le joueur peut améliorer ses attributs, compétences et aptitudes au combat. Ces dernières s'améliorent également par la pratique. Les livres peuvent aussi améliorer certaines caractéristiques : certains doivent être conservés dans l'inventaire pour apporter un bonus tandis que d'autres doivent être entièrement lus pour apporter leur bonus.
Enfin, les traits du visage sont entièrement personnalisables grâce à un système de curseurs. Les options pour cheveux et la barbe offrent un large choix de coiffure différentes. Une option aléatoire permet la création d'un visage aléatoire. Après la création du personnage, il est possible de modifier à nouveau l'aspect du visage ou la coiffure.

### Gestion des troupes
Que le joueur décide d'être un guerrier ou un marchand, il a besoin de soldats pour l'accompagner dans presque toutes ses quêtes. Il peut recruter des mercenaires dans les tavernes ou des volontaires dans les villages ; il peut également recruter chez les soldats qu'il délivre, ou chez les prisonniers, bien que ces derniers aient tendance à déserter rapidement. Ces soldats gagnent de l'expérience et évoluent selon le souhait du joueur suivant un arbre défini par leur origine (piétons, tireurs, cavaliers). Leurs caractéristiques et équipements ne sont en revanche pas modifiables directement par le joueur.
Le joueur peut également rencontrer des compagnons : ce sont des personnages non joueurs que le joueur seul peut recruter. Il est possible de modifier leur équipement et leurs compétences, de les assigner à un groupe de combat, de les entraîner. Comme le joueur, ils ne peuvent mourir au combat ; ils peuvent cependant être faits prisonnier et quitter momentanément la compagnie. Ils peuvent apporter des compétences que le groupe ne possède pas déjà (soin, repérage, etc.). Ils ont leur moral propre et peuvent quitter le joueur en cas de désaccord sur sa conduite. De même, ils ont leurs amitiés et inimitiés et peuvent quitter le joueur si celui-ci a déjà des compagnons avec lesquels ils ne s'entendent pas.
En combat, on peut donner des ordres simples à différents groupes de troupes, voire les positionner sur une carte simplifiée.

### Sièges, villes, et châteaux
Les seigneurs et dirigeants des différentes factions peuvent s'attaquer avec leurs armées aux possessions ennemies. Il est possible de piller les villages et d'assiéger les villes et les châteaux. Plusieurs options s'offrent aux assiégeants :
- Exiger la reddition de la garnison. Les assiégés n'acceptent que s'ils sont en infériorité écrasante et qu'ils ne sont pas commandés par un seigneur.
- Assiéger la place en attendant que les vivres soient épuisées. Les assiégeants doivent cependant prendre garde à ce que leurs propres provisions ne fondent pas complètement. Pendant ce temps, les troupes assiégées peuvent tenter une sortie ou bien une armée de secours peut s'en prendre aux assiégeants.
- Prendre d'assaut la place. Cela nécessite de construire une échelle ou une tour d'assaut, selon l'endroit assiégé, ce qui prend plus ou moins de temps en fonction des compétences du groupe en ingénierie. Il faut ensuite que les assiégeants montent à l'assaut des remparts, puis nettoient les rues lorsqu'il s'agit d'une ville, avant d'éliminer les derniers défenseurs retranchés dans le donjon.

Une fois la ville ou le château pris, il revient au joueur s'il agit pour son compte. S'il est mercenaire d'une faction, il ne pourra en aucun cas en garder la possession. S'il est vassal, la place revient au suzerain qui décidera à qui la donner. Le joueur peut demander à recevoir la forteresse qu'il a capturé mais peut se voir opposer un refus. Dans ce cas, il peut alors se rebeller contre cette décision, faire sécession et garder la place forte.
À chaque château ou ville sont associés des villages qui rapportent de l'argent sous forme d'impôts. Il faudra alors les défendre contre les pillages des ennemis car les revenus fiscaux dépendent de la prospérité du village. Le joueur peut s'il le souhaite améliorer chacun de ses fiefs en y construisant divers bâtiments : moulins, écoles, manoirs dans les villages, prisons et postes de messagers dans les châteaux.

## Histoire du développement
Durant son développement, le jeu était vendu sous forme de shareware, son prix augmentant avec l'avancement du développement, afin de favoriser les premiers acheteurs tout en récoltant l'argent permettant de continuer à développer le jeu. Paradox Interactive a acquis en janvier 2008 les droits d'édition du titre. Aujourd'hui, le développement est terminé, mais le principe de shareware reste en place, à prix fixe. La version gratuite du jeu permet de jouer jusqu'au niveau 8.

## Modding et extension

### Modding
Tout au long de son développement, TaleWorlds a permis, voire encouragé le modding du jeu. On trouve donc sur le forum officiel de nombreux mods, amélioration du jeu (textures HD, nouvelles armes, etc.), ou conversions totales. Des mods permettent également la traduction en français du jeu.

### Suites
En 2010 sort Mount and Blade: Warband. Le jeu n'est pas une suite à proprement parler, mais une refonte du jeu de base, avec notamment l'intégration d'un mode multijoueur et plus d'options diplomatiques, ainsi que des graphismes et une intelligence artificielle améliorés.
La suite du jeu, intitulée Mount and Blade II: Bannerlord, est sortie en accès anticipé en 2020, puis en version définitive en 2022. Reprenant les bases de la licence, le jeu se passe dans le même univers, Calradia, mais avec d'autres factions aux prises.

## Réception par la critique
En France, le jeu est passé relativement inaperçu, sans doute parce-qu’il n'est sorti qu'en anglais. Canard PC salue son arrivée dans son numéro d'octobre 2008, Jeuxvideo.com lui donne 17/20, et Gamekult recense une note moyenne de 6.6/10.
Au niveau international, le jeu obtient 73/100 sur Metacritic et 75 % sur GameRankings.
De façon générale, les critiques regrettent des graphismes et animations un peu dépassés, mais saluent un combat très réaliste et un jeu très addictif.